# Xenocys jessiae
Xenocys jessiae és una espècie de peix pertanyent a la família dels hemúlids i l'única del gènere Xenocys.

## Descripció
- Pot arribar a fer 30 cm de llargària màxima.[2][3]

## Hàbitat
És un peix marí, associat als esculls i de clima tropical que viu entre 3 i 18 m de fondària (normalment, entre 3 i 11).

## Distribució geogràfica
Es troba al Pacífic sud-oriental: és un endemisme de les illes Galápagos.

## Observacions
És inofensiu per als humans.